# Peter-Timm Schaufuß

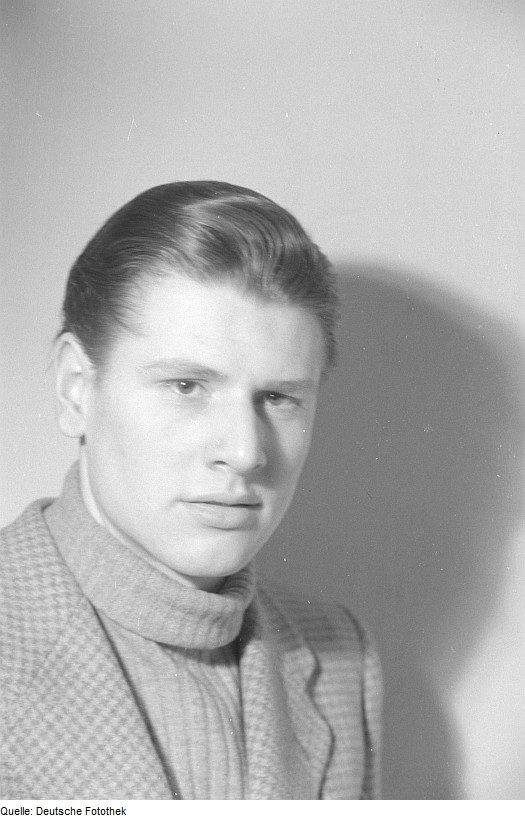
Peter-Timm Schaufuß 1946

Peter-Timm Schaufuß (* 9. November 1923 in Berlin; † 1983 in München) war ein deutscher Schauspieler und Kabarettist.

## Leben und Wirken
Peter-Timm Schaufuß entstammte einer Künstlerfamilie. Sein Großvater Carl August Robert „Käs“ Schaufuß war Bühnenschauspieler und Intendant, sein Vater war der renommierte Bühnen- und Filmschauspieler Hans Hermann Schaufuß. Der im Krieg gefallene ältere Bruder Hans-Joachim Schaufuß wurde als „Gustav mit der Hupe“ in der Erstverfilmung von Erich Kästners Emil und die Detektive bekannt. Schaufuß stand 1944 in der Gottbegnadeten-Liste des Reichsministeriums für Volksaufklärung und Propaganda.
Peter-Timm Schaufuß wurde einem breiten Publikum zunächst als Kabarettist bekannt. Er wirkte in verschiedenen Programmen der Münchner Lach- und Schießgesellschaft mit, wie etwa in „Bette sich wer kann“ (1957) und „Eine kleine Machtmusik“ (1958).
Daneben spielte er zahlreiche Rollen in Film- und Fernsehproduktionen wie neben Carl Raddatz in Zugvögel, neben René Deltgen und Marianne Hoppe in Der Mann meines Lebens, neben Hanns Lothar in Flug in Gefahr, unter der Regie von Rainer Erler in Herr Wolf hat seine Krise und unter der Regie von O. W. Fischer in Ich suche Dich. Außerdem absolvierte er Gastauftritte in Fernsehserien wie Eurogang, Die fünfte Kolonne und Fernfahrer.
Darüber hinaus lieh er seine Stimme verschiedenen Hörspielproduktionen, vor allem beim BR, wie z. B. Der Monopteros nach Alois Johannes Lippl (1956). Außerdem arbeitete er als Synchronsprecher.
Schaufuß starb 1983 und wurde auf dem Münchner Ostfriedhof beigesetzt.

## Filmografie
- 1947: Zugvögel
- 1954: Der Mann meines Lebens
- 1954: Der erste Kuß
- 1955: Bier unter Palmen (Fernsehfilm)
- 1955: Eine Frau genügt nicht?
- 1956: Ich suche Dich
- 1958: Weh dem der lügt (Fernsehfilm)
- 1959: Johanna aus Lothringen (Fernsehfilm)
- 1964: Fernfahrer – Folge: (Der Fahrertest) (Fernsehserie)
- 1964: Flug in Gefahr (Fernsehfilm)
- 1966: Wilhelm Tell (Fernsehfilm)
- 1968: Die Mühle von Sanssouci (Fernsehfilm)
- 1968: Die fünfte Kolonne – Folge: (Sonnenblumenweg 7) (Fernsehserie)
- 1969: Herr Wolff hat seine Krise (Fernsehfilm)
- 1975: Rufzeichen (Fernsehserie)
- 1975: Die unfreiwilligen Reisen des Moritz August Benjowski (Fernsehserie)
- 1976: Eurogang – Folge: (Der Helfer) (Fernsehserie)
- 1976: Der Anwalt – Folge: (Die Operation) (Fernsehserie)
- 1979: Das Ding (Fernsehserie)